# 종합국력
종합국력(중국어: 综合国力, 병음: zōnghé guólì, 영어: Comprehensive National Power, CNP)은 국민 국가의 전반적인 힘 (국제 관계)을 측정하는 척도이다. 이는 1980년대 이후 중화인민공화국의 현대 정치사상에서 중요한 추정적 조치로, 1992년 공식 문서에 처음 도입됐다.
CNP는 다양한 정량적 지표를 결합하여 국민국가의 힘을 측정하는 단일 숫자를 만들어 수치적으로 계산할 수 있다. 이 지수는 군사적, 정치적, 경제적, 문화적 요인을 고려한다.

## 국가전략자원
마이클 포터는 물리적 자원, 인적 자원, 인프라 자원, 지식 자원, 자본 자원이라는 다섯 가지 주요 자원을 나열한다. 이에 따라 국가전략자원은 8개 항목으로 구분되며, 23개 지표로 구성된다. 이러한 범주는 CNP를 구성한다.
- 경제적 자원
- 천연 자원
- 자본 자원
- 지식 및 기술 자원
- 정부 자원
- 군사자원
- 국제 자원
- 문화자원

## 같이 보기
- 국가 역량 종합 지수
- 힘 (국제 관계)